# Fabasoft
Fabasoft (eine Abkürzung aus Fallmann Bauernfeind Software) ist ein Konzern, der Software für die Bereiche digitale Geschäftsprozesse (Enterprise-Content-Management, E-Akte, Personalakte, Dokumentenmanagement), Enterprise Search und Wissensmanagement (Semantische Suche, Big Data) und unternehmensübergreifende Zusammenarbeit und Geschäftsprozesse in der Cloud entwickelt und vertreibt, insbesondere für öffentliche Auftraggeber (E-Government) und Wirtschaftsunternehmen mit hohen Compliance-/Sicherheitsanforderungen. Eines der Produkte ist die eGov-Suite, die heute in der öffentlichen Verwaltung in fast ganz Österreich, und verbreitet in Deutschland und der Schweiz, verwendet wird.

## Geschichte und Unternehmensstruktur
Das Unternehmen wurde 1988 von Helmut Fallmann und Leopold Bauernfeind gegründet. 
Die Aktien der Fabasoft AG notieren seit dem 4. Oktober 1999 im Prime Standard der Frankfurter Wertpapierbörse. 42,90 % der Aktien hält die Fallmann & Bauernfeind Privatstiftung der Firmengründer, die übrigen 57,10 % befinden sich im Streubesitz.
Zudem hält die Fabasoft AG 85,5 % der Unternehmensanteile an der IT-Tochter Mindbreeze.
Dem Wunsch des Unternehmens, nahe der Universität ein neues Firmengebäude zu errichten, wozu ein Grundstück mit der Größe von 11.000 Quadratmeter umgewidmet werden müsste, erteilte nach heftiger Kritik mehrerer politischer Parteien im Stadtrat die Stadt Linz eine Absage.

## Produkte
Fabasoft stellt neben der Fabasoft eGov-Suite, eine Software für E-Government, weitere cloudbasierte Produkte für dokumentenintensive Geschäftsprozesse her. Das Unternehmen betreut Kunden in den Bereichen der Bundes- und Landesverwaltungen, der Kommunen, von Interessenvertretungen und privaten Unternehmen.
Die E-Government-Software ermöglicht das Einbringen von Anträgen über das Internet, elektronische Geschäftsfallbearbeitung und den elektronischen Austausch von Dokumenten zwischen Verwaltung und Bürger sowie revisionssichere Archivierung. Im Jahr 2001 erhielt das Unternehmen von der Republik Österreich gemeinsam mit dem Bundesrechenzentrum und IBM den Zuschlag zur Einführung des elektronischen Aktes ELAK im Bund, der mittlerweile auch von der Mehrheit der Länder und einigen Gemeinden verwendet wird. 
Im Enterprise-Content-Management-Bereich wird MoReq2-zertifizierte Software zum Erfassen, Verwalten und Archivieren von Dokumenten angeboten sowie für die Automatisierung von Geschäftsprozessen.
Fabasoft ist nach eigenen Angaben gemäß ISO 9001, ISO 20000, ISO 27001 zertifiziert und hat das Prüfverfahren nach ISAE 3402 Type 2 abgeschlossen.